# Opava (râu)
Opava (în poloneză Opawa, în germană Oppa) este un râu din Cehia și Polonia, un afluent de stânga al râului Oder. Formează parțial granița de stat ceho-polonă. Curge prin regiunea Moravia-Silezia din Cehia și de-a lungul Voievodatului Opole din Polonia. Este format la confluența pârâurilor Černá Opava și Střední Opava. Împreună cu Černá Opava, care este sursa sa principală, Opava are o lungime de 129,3 kilometri (80,3 mi), al 15-lea cel mai lung râu din Cehia. Fără Černá Opava, râul are o lungime de 110,7 kilometri (68,8 mi). Bazinul său hidrografic are o suprafață de 2.088,8 kilometri pătrați (806,5 mi2), din care 1.813,7 kilometri pătrați (700,3 mi2) sunt în Cehia.

## Etimologie
Primele mențiuni scrise despre râu sunt din 1031 (ca Vpa) și 1062 (ca Opa). Cuvintele apa, opa au fost cuvinte celtice pentru „apă” sau „râu”. Sufixul -ava este de origine mai tânără și are, de asemenea, sensul de „apă”. Pârâurile care formează râul Opava sunt Černá Opava („Opava neagră”), Střední Opava („Opava mijlocie”) și Bílá Opava („Opava albă”).

## Geografie

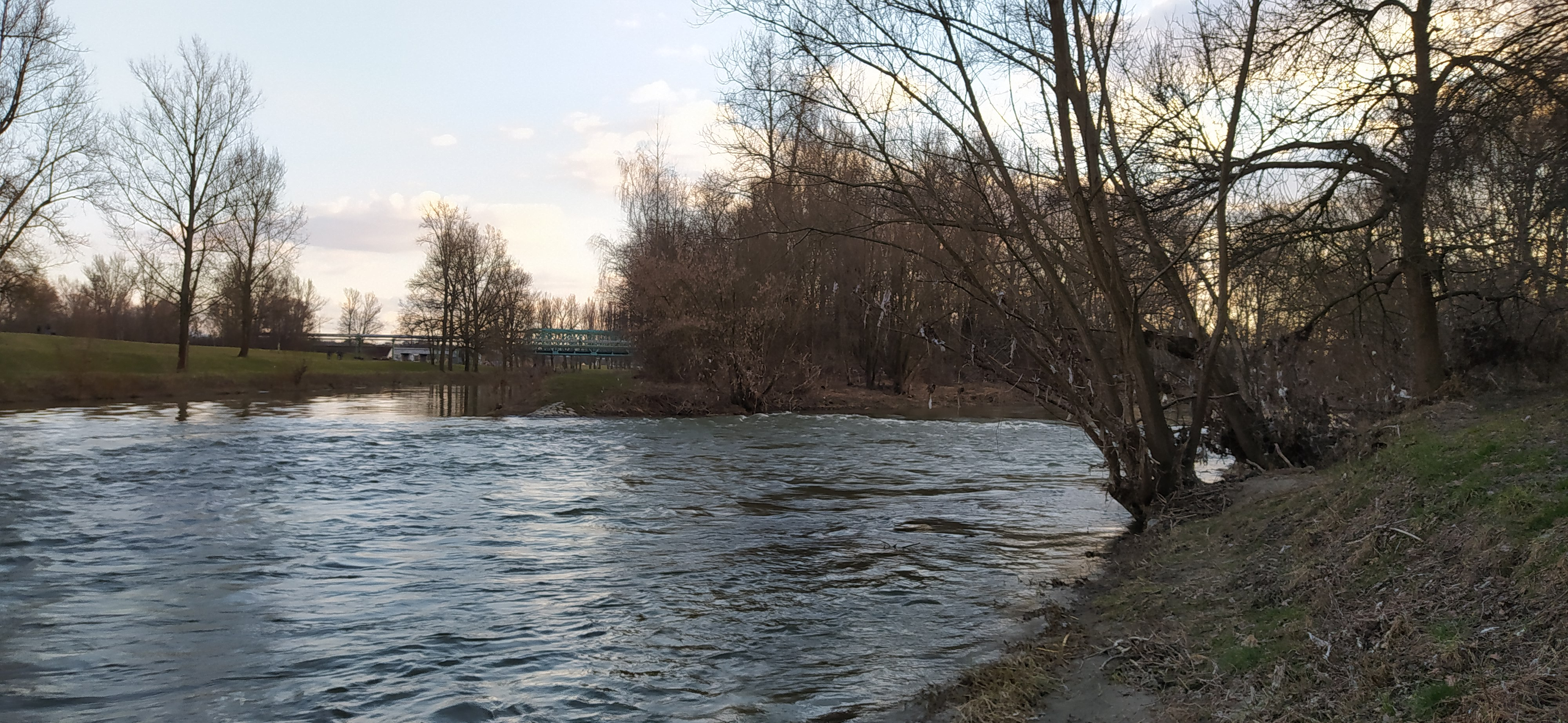
Confluența lui Opava (dreapta) cu Oder

Din punct de vedere al gospodăririi apelor, Opava, Černá Opava și Střední Opava sunt trei cursuri de apă diferite, cu numerotare separată a kilometrilor de râu. Opava în sine apare la confluența pârâurilor Černá Opava și Střední Opava pe teritoriul comunei Vrbno pod Pradědem⁠(d) la o altitudine de 529 m (1.736 ft) și are o lungime de 110,7 kilometri (68,8 mi). Pârâul Bílá Opava se varsă în Střední Opava la distanță mică față de confluența sa cu Černá Opava și este, de asemenea, considerat un izvor al râului Opava.
Dintr-un punct de vedere mai larg, Opava (ca Černá Opava) își are originea pe teritoriul comunei Zlaté Hory⁠(d) din lanțul montan Hrubý Jeseník⁠(d), pe versantul muntelui Orlík la o altitudine de 1.062 m (3.484 ft) și curge spre Ostrava, unde se varsă în râul Oder la o altitudine de 207 m (679 ft). Are o lungime de 129,3 kilometri (80,3 mi), al 15-lea cel mai lung râu din Cehia. Râul formează 21,8 kilometri (13,5 mi) din frontiera ceho-poloneză. Bazinul său hidrografic are o suprafață de 2.088,8 kilometri pătrați (806,5 mi2), din care 1.813,7 kilometri pătrați (700,3 mi2) sunt în Cehia.>
Izvoarele și cei mai lungi afluenți ai râului Opava sunt:
| Nume afluent     | Lungime (km) | Km râu | Afluent de   |
| ---------------- | ------------ | ------ | ------------ |
| Moravice         | 100,5        | 35.4   | dreapta      |
| Opavice⁠(d)       | 35.7         | 71,6   | stânga       |
| Čižina           | 23.0         | 56.3   | dreapta      |
| Heraltický potok | 18.7         | 51.1   | stânga       |
| Černá Opava      | 18.6         | 110,7  | – (indirect) |
| Velká            | 17.2         | 38,8   | dreapta      |
| Krasovka         | 14.6         | 80,4   | stânga       |
| Střední Opava    | 12.9         | 110,7  | dreapta      |

## Așezări

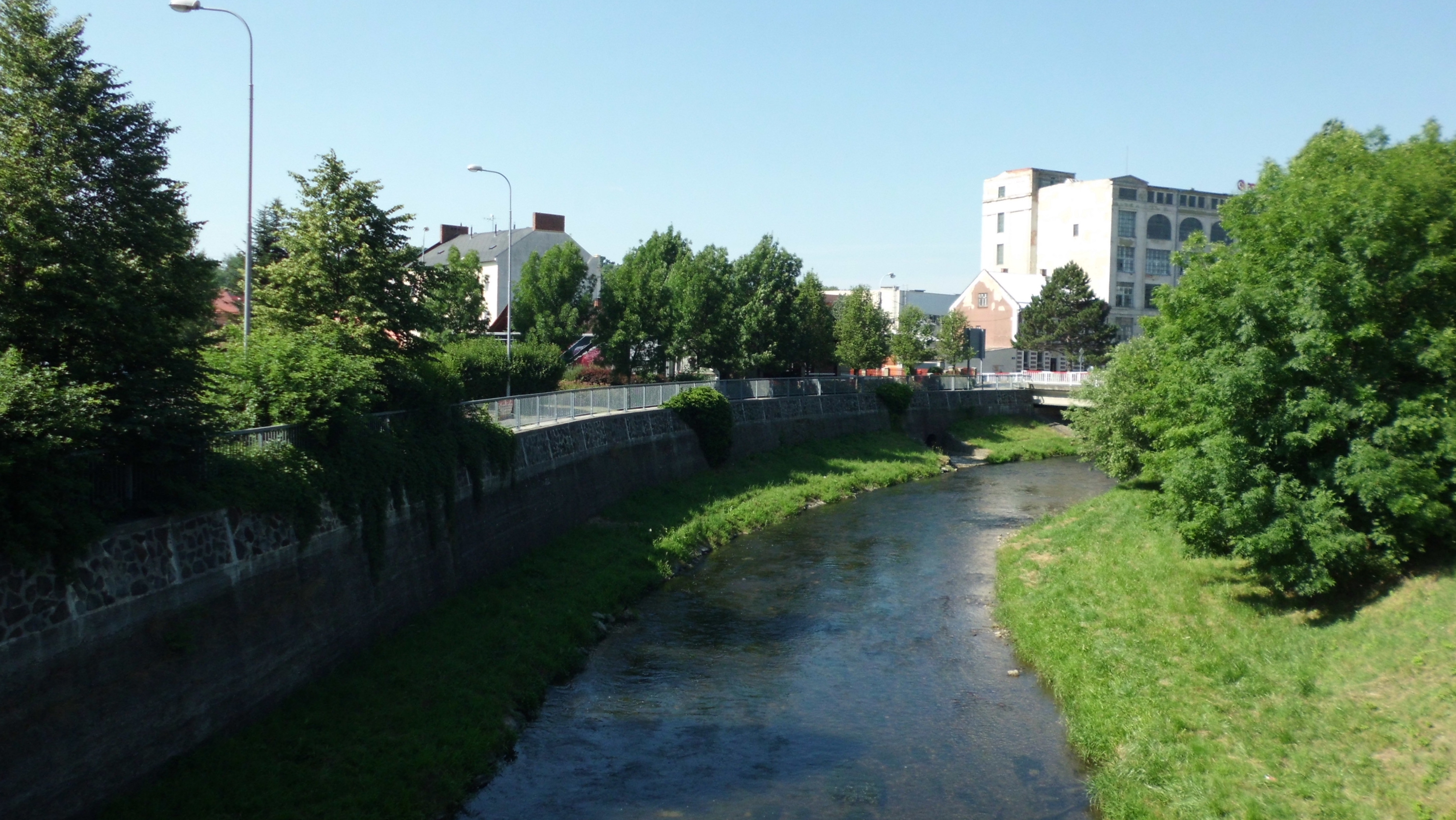
Opava în

Cele mai notabile așezări de pe râu sunt orașele Ostrava și Opava, care au fost numite după râu. Râul curge prin teritoriile comunelor Vrbno pod Pradědem⁠(d), Karlovice, Široká Niva⁠(d), Nové Heřminovy⁠(d), Zátor⁠(d), Brantice⁠(d), Krnov⁠(d), Úvalno⁠(d), Brumovice, Holasovice, Opava, Velké Hoštice⁠(d), Kravaře⁠(d), Štítina⁠(d), Mokré Lazce⁠(d), Háj ve Slezsku, Dolní Benešov⁠(d), Kozmice, Dobroslavice⁠(d), Děhylov⁠(d), Hlučín⁠(d) și Ostrava.
Pe tronsonul dintre Krnov și Opava, unde râul formează cea mai mare parte a graniței de stat ceho-polone, râul curge de-a lungul comunei Gmina Branice⁠(d).

## Corpuri de apă
Nu au fost construite direct pe Opava lacuri de acumulare și iazuri de pește. În zona bazinului său hidrografic se găsesc 754 de corpuri de apă. Cel mai mare dintre ele este lacul de acumulare Slezská Harta, cu o suprafață de 840 ha (2.100 acri).

## Faună
Cei mai întâlniți pești din râu suntpăstrăvul de munte, lipanul și mreana comună. Printre speciile protejate de pești se numără boișteanul, zglăvoaca, zglăvoaca răsăriteană și cicarul de pârâu (Lampetra planeri), care apar în cursul superior al râului. Printre speciile de animale protejate care se găsesc în cursul inferior al râului se numără racul-de-râu european, midia pictorului (Unio pictorum⁠(d)), midia de râu umflată (Unio tumidus⁠(d)) și midia rață (Anodonta anatina⁠(d)). Întregul curs al râului este și un teren de cuibărit și vânătoare al pescărușului albastru.

## Turism
Râul Opava este potrivit pentru turismul fluvial. Cea mai populară parte a sa este secțiunea inferioară a râului de la Kravaře⁠(d) la Ostrava, cu o lungime de aproximativ 30 km (19 mi), care este accesibilă pe tot parcursul anului și este potrivită pentru vâslașii mai puțin experimentați.